# Franc Henrik Penn
Franc Henrik Penn (tudi Heinrich Moritz Penn), slovenski gledališki igralec, pisatelj in  prevajalec, * 21. december 1838, Ljubljana, † 15. oktober 1918, Dunaj.

## Življenjepis
Penn je v Ljubljani obiskoval realko in študij nadaljeval v Gradcu, kjer je bil do 1862 vpisan na eni od visokih šol. Nato se je preselil v Zagreb, kjer je večkrat nastopil v gledališču, od leta 1865 pa je igral v nemškem gledališču v Ljubljani, najprej v svoji tragediji iz kranjske zgodovine Der Untergang Metullums, nato pa v Levstikovi priredbi Prešernovega Krsta pri Savici pri čemer je vlogo Črtomira odigral v slovenskem jeziku. Z ravnateljem ljubljanskega nemškega gledališča se je tudi dogovarjal o prevzemu vodstva slovenskih predstav, vendar brez uspeha, zato je Ljubljano zapustil.

## Literarno delo
Poleg že omenjene kranjske zgodovine je Penn  leta 1866 predložil pripravljalnemu odboru Dramatičnega društva slovenski prevod svoje nemške igre Ilija Gregorič ali kmečki kralj, ki pa ni bila postavljena v repertoar, ker je bila z Levstikove strani slabo ocenjena.
Penn je bil tudi ploden prevajalec. V nemške časopise je večkrat pisal o Prešernu in prevajal njegove pesmi v nemščino. Leta 1866 je objavil prevod Krsta pri Savici, pozneje pa je sodeloval z 9 prevodi v nemški izdaji Prešernovi pesmi, ki jih je uredil F. Vidic (Poesien, Dunaj, 1901]).